# شنل (شرکت)

محصول شماره ۵ شنل (CHANEL No5) یکی از پرفروش‌ترین محصولات شنل

شَنِل، (به فرانسوی: Chanel) (تلفظ فرانسوی: [ʃanɛl]) شرکت سهامی خاص کالای لوکس و خانه مد فرانسوی است که دو دفتر مرکزی آن یکی در نوی-سور-سن، فرانسه و دیگری در لندن، انگلستان واقع است. این شرکت که در سال ۱۹۰۹ (میلادی) توسط دوزنده‌ای به نام کوکو شانل تأسیس شد. این شرکت امروزه به‌عنوان یکی از مهم‌ترین موسسه‌های طراحی مد و پوشاک زنانه شناخته می‌شود.
هم‌اکنون شرکت شنل متعلق به آلن ورتیمر و ژرار ورتیمر؛ نوه‌های پیر ورتیمر، تنها شریک کوکو شنل، در هنگام تأسیس این شرکت است.
شنل، به‌خصوص در زمینهٔ ارائهٔ کالاهای لوکس و گران‌قیمت، مانند پوشاک آماده، کیف دستی، عطر و لوازم آرایشی، در میان دیگر برندهای مشابه، شناخته می‌شود.

## تاریخچه
نام «کوکو» در حالی به خانم شنل داده شد که وی به عنوان یک خواننده در کافی‌شاپی در فرانسه، مشغول به کار بود. شنل همواره در مواردی همچون تهیهٔ پوشاک ساده، لباس شب رسمی، شلوارهای زنانه و جواهر بدلی تخصص داشت.
دیدگاه کوکو شنل این بود که به جای اشیاء و قطعات باشکوه و جذاب، اقلامی را جایگزین سازد که حس ظرافت و ذوق هنری را منتقل سازند. طراحی‌های او و آثاری که پدیدآورده است، اختصاصی به زمان خاصی ندارند و علی‌رغم تغییرات اساسی در نگرش‌ها، با سلیقه‌های مردم، از نسلی به نسل دیگر سازگار باقی‌مانده‌اند.

## جایگاه
امروزه شنل، در زمینهٔ «پوشاک کوچک سیاه رنگ» که امروزه یک کالای اساسی زنانه محسوب می‌شود به معروف‌ترین برند تبدیل شده‌است. بر مبنای گزارش مجله فوربز، کاخ خصوصی شنل، به‌طور مشترک به آلن ورتهایمر و جرارد ورتهایمر تعلق دارد و از ابتدای شکل‌گیری این شرکت در ۱۹۲۴ (میلادی) شریک اصلی شنل بود.

## استفاده از ستاره‌ها
این شرکت بسیاری از مشاهیر دنیا را به عنوان معرف و ارائه‌کنندهٔ طراحی‌های خود به کار گرفته‌است. از جمله آن‌ها می‌توان به کاترین دنو (که در دهه ۱۹۷۰ (میلادی) ارائه‌کنندهٔ شماره ۵ محصولات شنل بود)، نیکول کیدمن (که از اوایل دهه ۲۰۰۰ (میلادی)، ارائه‌دهنده عطر شنل شماره ۵ محسوب می‌شد)، اودره توتو (مدل شمارهٔ ۵ کنونی شانل)، کیرا نایتلی (مدل ارائه کنندهٔ کنونی برای محصول مادموازل کوکو)، ونسا پارادی (عضو این برند از دهه نود) و جنی کیم (عضو این برند از مارس ۲۰۱۹) اشاره کرد
سرشناس‌ترین و محبوب‌ترین مدل معرّف شنل مریلین مونرو ارائه کنندهٔ شماره ۵ شانل در دهه ۱۹۵۰ (میلادی) بود که تصویر او معرفی‌کنندهٔ محصولات شماره ۵ است و یکی از مشهورترین آگهی‌های تبلیغاتی در میان تمامی آگهی‌های شنل محسوب می‌شود. این تصویر، همچنین در شرح حال تعداد بی‌شماری از افراد به کار گرفته شده و هنوز هم به عنوان یک پوستر یا یک قطعهٔ هنری به میزان بسیار زیاد به فروش می‌رسد. همچنین مریلین مونرو بود که شهرت بسیاری را برای عطر شنل به ارمغان آورد.

## استفاده از پوست
در دسامبر ۲۰۱۸ شنل اعلام کرد از آن پس استفاده از پوست جانوران کمیابی مانند مار، تمساح، بزمجه، سفره‌ماهی و خز را کنار می‌گذارد؛ زیرا استفاده از پوست این جانوران از نظر اخلاقی روز به روز سخت‌تر می‌شود. با این تصمیم، نخستین شرکت تولید پوشاک شد که از استفاده از پوست جانوران کمیاب خودداری می‌کند. به جای آن، شنل بر استفاده از چرم و دیگر محصولات دامپروری تمرکز می‌کند.